# Tectoribates deserticola
Tectoribates deserticola är en kvalsterart som först beskrevs av Balogh och Sandór Mahunka 1965.  Tectoribates deserticola ingår i släktet Tectoribates och familjen Oribatellidae. Inga underarter finns listade i Catalogue of Life.